# HD 30051
HD 30051 (HIP 21965) es una estrella enana amarilla de la secuencia principal F2-3V ubicada en la constelación del Tucán, a 189,2 años luz de la Tierra. Tiene una temperatura media de 6798 K. En el sistema se encuentra otra estrella de menor masa
.
Forma parte de la Asociación Tucana-Horologium y dispone de un disco de polvo frío —análogo al cinturón de Kuiper— de aproximadamente 58 K centrado a una distancia de ~45 AU según los mejores.
Fue descubierto como parte de la investigación realizada como parte del programa Herschel Open Time Key Programme “Gas in Protoplanetary Systems” (GASPS) gracias a la detección de un exceso infrarrojo en 70 µm con una fiabilidad de 3σ.
Un estudio examinó la abundancia de litio de varias estrellas enanas amarillas, lo que dio como resultado para HD 30051 con una abundancia de 𝐴(𝐿𝑖) = 3,44 (aproximadamente ≈245 veces más litio que el Sol), un valor bastante normal para una estrella joven.
Tiene un compañero estelar, HD 30051 (B Goldin & Makarov (2007)), una estrella de baja masa (0,63 M⊙, probablemente una enana naranja tardía) que orbita la estrella anfitriona a una distancia de 1,999 unidades astronómicas basándose en valores obtenidos de observaciones del movimiento orbital y cálculos de velocidad radial.